# Громадський контроль (партія)
«Грома́дський контро́ль» — українська політична партія, що проіснувала з 2001 до 2005 року.
Зареєстрована Міністерством юстиції України 25 вересня 2001 року. 
2005 року ввійшла до складу Соціалістичної партії України.

## Участь у виборах
- У парламентських виборах 2002 року партія не брала участі у виборах за багатомандатним округом. За одномандатним округом у виборах брав участь один член партії як самовисуванець — Волга Василь Олександрович (округ №68, Житомирська область), посів 3-тє місце (15,61%, 20 552 голосів)[1]
- У президентських виборах 2004 року партія висунула Волгу Василя Олександровича, посів 16-те місце (0,04%, 12 874 голосів)[2]